# Second best
La teoria del second best (o ottimo di secondo rango) studia, nell'ambito dell'economia del benessere, la seconda miglior soluzione quando l'ottimo paretiano non può esser raggiunto. È stata sviluppata da Kelvin Lancaster e Richard Lipsey.
Un ottimo paretiano deve soddisfare ad una serie di condizioni che in pratica sono sovente difficili da ottenere. Infatti, le esigenze istituzionali, il blocco di certi prezzi o il sistema di tassazione introducono delle distorsioni che impediscono l'ottenimento di un ottimo paretiano.
Si potrebbe allora considerare una classificazione dei diversi stati dell'economia basata sulle condizioni dell'ottimo paretiano non soddisfatte. Per esempio, se il numero dei mercati dove vige la concorrenza è superiore nello stato {\displaystyle E_{1}} che nello stato {\displaystyle E_{2}}, si potrebbe supporre che lo stato {\displaystyle E_{1}} sia migliore dello stato {\displaystyle E_{2}} siccome dovrebbe essere più vicino all'ottimo paretiano. Questa ipotesi non è però valida, salvo in casi particolari.
Se l'ottimo paretiano o first best non può essere raggiunto, bisogna cercare il second best. Prendiamo il caso di un'economia con un solo consumatore e una sola funzione di produzione. Le condizioni di ottimalità sono ottenute massimizzando l'utilità del consumatore sotto i vincoli usuali. La funzione lagrangiana è:
{\displaystyle L=u(q_{1},q_{2},\ldots ,q_{m})+\sigma \varphi ({\hat {q}}_{1},{\hat {q}}_{2},\ldots ,{\hat {q}}_{m})+\sum _{j=1}^{m}\mu _{j}(q_{j}^{o}+{\hat {q}}_{j}-q_{j})}
dove {\displaystyle q_{j}} sono le quantità consumate e {\displaystyle {\hat {q}}_{j}} le quantità prodotte dei beni ({\displaystyle j=1,2,\ldots ,m}).
Si ottengono, tra l'altro, le condizioni seguenti:
{\displaystyle {\frac {\frac {\partial u}{\partial q_{j}}}{\frac {\partial u}{\partial q_{s}}}}={\frac {\frac {\partial \varphi }{\partial {\hat {q}}_{j}}}{\frac {\partial \varphi }{\partial {\hat {q}}_{s}}}}={\frac {\varphi _{j}}{\varphi _{s}}}\qquad j,s=1,2,\ldots ,m}
Il saggio marginale di sostituzione tra il bene j e il bene s deve essere uguale al saggio di trasformazione dei prodotti.
Supponiamo ora che un'esigenza istituzionale impedisca di ottenere questa uguaglianza per il primo bene. Questa condizione può essere espressa nel seguente modo:
{\displaystyle {\frac {\partial u}{\partial q_{1}}}=u_{1}=k{\frac {\partial \varphi }{\partial {\hat {q}}_{1}}}=k\varphi _{1}\qquad k\neq -\sigma }
È allora impossibile ottenere l'ottimo paretiano. Bisogna calcolare il second best massimizzando l'utilità sotto questo vincolo supplementare. La funzione lagrangiana diventa:
{\displaystyle L=u(q_{1},q_{2},\ldots ,q_{m})+\sigma \varphi ({\hat {q}}_{1},{\hat {q}}_{2},\ldots ,{\hat {q}}_{m})+\sum _{j=1}^{m}\mu _{j}(q_{j}^{o}+{\hat {q}}_{j}-q_{j})+\gamma (u_{1}-k\varphi _{1})}
Dalle condizioni di primo ordine:
{\displaystyle {\frac {\partial L}{\partial q_{j}}}={\frac {\partial u}{\partial q_{j}}}-\mu _{j}+\gamma {\frac {\partial u_{1}}{\partial q_{j}}}=0\qquad j=1,2,\ldots ,m}
{\displaystyle {\frac {\partial L}{\partial {\hat {q}}_{j}}}=\sigma \varphi _{j}+\mu _{j}-\gamma k{\frac {\partial \varphi _{1}}{\partial {\hat {q}}_{j}}}=0}
{\displaystyle {\frac {\partial L}{\partial \sigma }}=\varphi =0}
{\displaystyle {\frac {\partial L}{\partial \mu _{j}}}=q_{j}^{o}+{\hat {q}}_{j}-q_{j}=0}
{\displaystyle {\frac {\partial L}{\partial \gamma }}=u_{1}-k\varphi _{1}=0}
Si ottengono le relazioni seguenti:
{\displaystyle {\frac {\frac {\partial u}{\partial q_{j}}}{\frac {\partial u}{\partial q_{s}}}}={\frac {\sigma \varphi _{j}+\gamma {\bigl [}{\frac {\partial u_{1}}{\partial q_{j}}}-k{\frac {\partial \varphi _{1}}{\partial {\hat {q}}_{j}}}{\bigr ]}}{\sigma \varphi _{s}+\gamma {\bigl [}{\frac {\partial u_{1}}{\partial q_{s}}}-k{\frac {\partial \varphi _{1}}{\partial {\hat {q}}_{s}}}{\bigr ]}}}\qquad j,s=1,2,\ldots ,m}
Se le funzioni di utilità e di produzione sono additive, {\displaystyle \partial u_{1}/\partial q_{j}} e {\displaystyle \partial \varphi _{1}/\partial {\hat {q}}_{j}} sono uguali a zero per {\displaystyle j\neq 1}. In questo caso, per i beni da 2 a m le relazioni diventano:
{\displaystyle {\frac {\frac {\partial u}{\partial q_{j}}}{\frac {\partial u}{\partial q_{s}}}}={\frac {\varphi _{j}}{\varphi _{s}}}\qquad j,s=2,3,\ldots ,m}
e sono identiche a quelle ottenute per l'ottimo paretiano. Introdurre la concorrenza in un mercato supplementare è una politica ottimale quando le funzioni di utilità e di produzione sono additive. Infatti, si passa da un equilibrio di terzo rango ad un migliore equilibrio di secondo rango. Le politiche "parziali" ("piecemeal policies" in inglese) sono giustificate in questo caso.
Quando le funzioni di utilità o di produzione non hanno questa forma particolare, le condizioni del second best sono differenti di quelli del first best e questo per tutti i mercati, come lo mostra l'esempio qui sopra. Introdurre la concorrenza in un ramo supplementare può condurre ad uno stato dell'economia peggiore: le politiche economiche che introducono gradualmente la concorrenza nei diversi mercati non hanno nessuna giustificazione teorica quando le funzioni di utilità e di produzione non sono additive.

## Applicazione ai sistemi di tassazione
Si può conservare l'ottimo paretiano in un'economia con un settore pubblico introducendo delle imposte a forfait. Per diverse ragioni, gli Stati utilizzano altri sistemi di tassazione. In questo caso bisogna utilizzare la teoria del second best per analizzare questi sistemi. La teoria della tassazione ottimale studia l'arbitraggio tra efficienza ed equità nelle imposte dirette e indirette. I risultati ottenuti dipendono sovente dal modello utilizzato. Peter Diamond e Emmanuel Saez arrivano alla conclusione che, nel caso delle imposte sul reddito, il tasso marginale deve essere crescente e variare tra il 48% e il 76%.
Esempio
La teoria della tassazione ottimale determina nel modo seguente le tasse indirette sui beni di consumo. Supponiamo che il ricavo della fiscalità indiretta deve essere di B, per coprire i bisogni delle Stato. Siano {\displaystyle t_{j}} le tasse (specifiche) e {\displaystyle q_{j}} i beni di consumo ({\displaystyle j=1,2,\ldots ,c}). Il ricavo fiscale è allora {\displaystyle \sum t_{j}q_{j}} e deve essere uguale a B. I prezzi dei produttori ({\displaystyle r_{j}}) e i tassi di salario {\displaystyle w_{i}\ (i=1,2,\ldots ,h)} sono fissi. I prezzi pagati dai consumatori sono {\displaystyle p_{j}=r_{j}+t_{j}}. Il vincolo di bilancio del consumatore i è dunque:
{\displaystyle \sum _{j=1}^{c}p_{j}q_{ij}=w_{i}T_{i}\qquad (i=1,2,\ldots ,h)}
dove {\displaystyle T_{i}} sono le ore di lavoro.
Si desidera calcolare le tasse {\displaystyle t_{j}} che massimizzano la funzione di utilità sociale {\displaystyle W(v_{1},v_{2},\ldots ,v_{h})}, dove {\displaystyle v_{i}(p_{1},p_{2},\ldots ,p_{c},w_{i})} è la funzione di utilità indiretta del consumatore i, sotto il vincolo dato dalla somma che lo Stato deve incassare. Calcolare le tasse {\displaystyle t_{j}} corrisponde a fissare i prezzi {\displaystyle p_{j}} pagati dai consumatori. Prendiamo allora questa variabile, senza dimenticare che le tasse dipendono da questi prezzi. La funzione lagrangiana:
{\displaystyle {\mathcal {L}}=W(v_{1},v_{2},\ldots ,v_{h})+\sigma [\sum _{j=1}^{c}t_{j}(\sum _{i=1}^{h}q_{ij})-B]}
conduce tra l'altro alle condizioni di primo ordine seguenti:
{\displaystyle {\frac {\partial {\mathcal {L}}}{\partial p_{s}}}=\sum _{i}{\frac {\partial W}{\partial v_{i}}}{\frac {\partial v_{i}}{\partial p_{s}}}+\sigma (q_{s}+\sum _{j}t_{j}\sum _{i}{\frac {\partial q_{ij}}{\partial p_{s}}})=0\qquad s=1,2,\ldots ,c}
L'identità di Roy ci permette di scrivere {\displaystyle \partial v_{i}/\partial p_{s}=-q_{is}\lambda _{i}} dove {\displaystyle \lambda _{i}} è l'utilità marginale del reddito.
Le condizioni summenzionate diventano allora, utilizzando l'equazione di Slutsky:
{\displaystyle \sum _{i}{\frac {\partial W}{\partial v_{i}}}q_{is}\lambda _{i}=\sigma [q_{s}+\sum _{j}t_{j}\sum _{i}(K_{js}^{i}-{\frac {\partial q_{ij}}{\partial y_{i}}})]}
Sia
{\displaystyle b_{i}={\frac {\partial W}{\partial v_{i}}}{\frac {\lambda _{i}}{\sigma }}+\sum _{j}t_{j}{\frac {\partial q_{ij}}{\partial y_{i}}}={\frac {\mu _{i}}{\sigma }}+{\frac {\partial B}{\partial y_{i}}}}
l'utilità marginale netta della società per il reddito dell'individuo i (misurata in termine di ricavo fiscale). Si può scrivere:
{\displaystyle {\frac {\sum _{j}t_{j}\sum _{i}K_{js}^{i}}{q_{s}}}=-{\bigl [}1-\sum _{i}b_{i}{\bigl (}{\frac {q_{is}}{q_{s}}}{\bigr )}{\bigr ]}\qquad s=1,2,\ldots ,c}
Se gli effetti incrociati sono nulli, {\displaystyle K_{js}^{i}=0} per {\displaystyle j\neq s} e allora si vede che, fermo restando tutto il resto, la tassa sarà più debole se l'elasticità-prezzo o l'utilità marginale netta della società sono forti.